# Arrondissement de Paderborn
L'arrondissement de Paderborn, en allemand Kreis Paderborn, est une division administrative allemande, située dans le Land de Rhénanie-du-Nord-Westphalie.

## Situation géographique
L'arrondissement est situé à l'est du Land de Rhénanie-du-Nord-Westphalie entre la montagne du Sauerland, la montagne du Eggegebirge et les plaines du pays de Münster. Il a des limites avec les arrondissements de Soest, Gütersloh, Lippe, Höxter et Haut-Sauerland.

## Histoire
L'arrondissement fut créé le 1er janvier 1975 par loi du 5 novembre 1974 en fusionnant les anciens arrondissements de Paderborn et de Büren.

## Communes
L'arrondissement compte 10 communes dont 7 villes.

* Chef-lieu de l'arrondissement
| Communes                     | Population du 30 juin 2007 | Superficie | Densité hab./km² |
| ---------------------------- | -------------------------- | ---------- | ---------------- |
| Altenbeken                   | 9 521                      | 76,22 km²  | 125              |
| Bad Lippspringe, ville       | 15 340                     | 50,99 km²  | 301              |
| Bad Wünnenberg, ville        | 12 471                     | 161,04 km² | 77               |
| Borchen                      | 13 568                     | 77,13 km²  | 176              |
| Büren, ville                 | 21 919                     | 170,97 km² | 128              |
| Delbrück, ville              | 30 117                     | 157,26 km² | 192              |
| Hövelhof                     | 15 887                     | 70,67 km²  | 225              |
| Lichtenau, ville             | 11 168                     | 192,17 km² | 58               |
| Paderborn, ville *           | 144 236                    | 179,38 km² | 804              |
| Salzkotten, ville            | 24 881                     | 109,50 km² | 227              |
| communes de l'arrondissement |                            |            |                  |

## Politique

### Élections du préfet (Landrat)
|                 | Scrutin du 12 sept. 1999 | Scrutin du 12 sept. 1999 | Scrutin du 12 sept. 1999 | Ballotage | Ballotage | Scrutin du 26 sept. 2004 | Scrutin du 26 sept. 2004 | Scrutin du 26 sept. 2004 |
| Parti           | Candidat                 | Votes                    | %                        | Votes     | %         | Candidat                 | Votes                    | %                        |
| --------------- | ------------------------ | ------------------------ | ------------------------ | --------- | --------- | ------------------------ | ------------------------ | ------------------------ |
| CDU             | Reinhold Stücke          | 57 708                   | 48,6 %                   | 27 246    | 37,0 %    | Manfred Müller           | 70 111                   | 57,54 %                  |
| SPD             | Gerhard Bauer            | 22 613                   | 19,1 %                   |           |           | Gerd Bauer               | 17 766                   | 14,58 %                  |
| Grünen          | Peter Eichenseher        | 4 504                    | 3,8 %                    |           |           | Simone Probst            | 8 798                    | 7,22 %                   |
| FDP             | Joachim Schultz-Tornau   | 1 984                    | 1,7 %                    |           |           |                          |                          |                          |
| FBI             | Hans Gerd Ostermann      | 2 829                    | 2,4 %                    |           |           | Hans Gerd Ostermann      | 3 591                    | 2,95 %                   |
| Candidat unique | Dr. Rudolf Wansleben     | 28 988                   | 24,4 %                   | 46 368    | 63,0 %    | Dr. Rudolf Wansleben     | 21 585                   | 17,71 %                  |

### Élections du conseil (Kreistag)
|                      | Scrutin du 12 sept. 1999    | Scrutin du 12 sept. 1999    | Scrutin du 12 sept. 1999    | Scrutin du 26 sept. 2004    | Scrutin du 26 sept. 2004    | Scrutin du 26 sept. 2004    |
| Parti                | Votes                       | %                           | Sièges                      | Votes                       | %                           | Sièges                      |
| -------------------- | --------------------------- | --------------------------- | --------------------------- | --------------------------- | --------------------------- | --------------------------- |
| CDU                  |                             | 61,7 %                      | 33                          | 71 515                      | 59,41 %                     | 32                          |
| SPD                  |                             | 23,4 %                      | 13                          | 25 400                      | 21,10 %                     | 11                          |
| Grünen               |                             | 6,3 %                       | 4                           | 10 632                      | 8,83 %                      | 5                           |
| FDP                  |                             | 4,1 %                       | 2                           | 7 926                       | 6,58 %                      | 4                           |
| FBI                  |                             | 4,4 %                       | 2                           | 4 906                       | 4,08 %                      | 2                           |
| projection graphique | composition du conseil 1999 | composition du conseil 1999 | composition du conseil 1999 | composition du conseil 2004 | composition du conseil 2004 | composition du conseil 2004 |
| total                |                             | 100,0 %                     | 54                          | 120 379                     | 100,0 %                     | 54                          |

## Jurisdiction
Jurisdiction ordinaire
- Cour d'appel (Oberlandesgericht) de Hamm
  - Tribunal régional (Landgericht) de Paderborn
    - Tribunal cantonal (Amtsgericht) de Paderborn : Altenbeken, Bad Lippspringe, Bad Wünnenberg, Borchen, Büren, Lichtenau, Paderborn, Salzkotten
    - Tribunal cantonal de Delbrück : Delbrück, Hövelhof

Jurisdiction spéciale
- Tribunal supérieur du travail (Landesarbeitsgericht) de Hamm
  - Tribunal du travail (Arbeitsgericht) de Paderborn
- Tribunal administratif supérieur (Oberverwaltungsgericht) de Münster
  - Tribunal administratif (Verwaltungsgericht) de Minden
- Tribunal des affaires de Sécurité sociale (Sozialgericht) de Detmold